# Taraxacum simile
Taraxacum simile é uma espécie de planta com flor pertencente à família Asteraceae. 
A autoridade científica da espécie é Raunk., tendo sido publicada em Dansk. Exkurs.-Fl. (C.C. Raunkiaer) ed. 4: 305. 1922.

## Portugal
Trata-se de uma espécie presente no território português, nomeadamente no Arquipélago dos Açores.
Em termos de naturalidade é nativa da região atrás indicada.

## Protecção
Não se encontra protegida por legislação portuguesa ou da Comunidade Europeia.